# Nok Mini
Nok Mini was een Thaise luchtvaartmaatschappij met haar hoofdkantoor in Bangkok.

## Geschiedenis
Nok Mini werd in 2002 door Siem General Aviation Ltd opgericht als SGA Airlines.

## Vloot
De vloot van Nok Mini bestond op 28 juni 2012 uit de volgende 4 toestellen.
- 4 Saab SF-340

## Bestemmingen
Nok Mini voerde in juli 2007 lijnvluchten uit naar:
- Bangkok, Chiang Mai, Chiang Rai, Hua Hin, Pailin.